# Луцык, Николай Александрович
Луцык Николай Александрович (2 [15] сентября 1912, Хмельницкая область — 9 декабря 1998, Кривой Рог, Днепропетровская область) — советский и украинский мастер резьбы по дереву. Народный художник СССР (1988).

## Биография
Родился 2 (15) сентября 1912 года на территории нынешней Хмельницкой области.
Образование среднее. Участник Великой Отечественной войны.
С 1932 годах работал на строительстве Криворожского металлургического завода, затем до 1972 года — модельщик в литейном цехе.
Умер 9 декабря 1998 года в городе Кривой Рог.

## Творческая деятельность
Мастер резьбы по дереву. Создавал бюсты, скульптурные композиции на производственную и казацкую тематику, посуду, макеты церквей и исторических зданий, трости, курительные трубки. Из пород использовал преимущественно орех, каштан, липу, бук, дуб и сосну.
Участник городских, областных, всеукраинских выставок с 1975 года, персональные в Кривом Роге (1982), Москве (1988).

### Произведения
- серии «Персонажи по легендам Криворожья», «Славные земляки» (1970—1980-е);
- бюсты Б. Полевого (1972), С. Ковпака (1973), Т. Шевченко (1974), Л. Толстого (1975), В. Высоцкого (1979);
- скульптурные композиции «Извозчик», «Тачечник», «Сталевар», «Горновой», «Строитель» (1982—1985, для музея Криворожстали);
- «Казак Рог» (1989);
- «Иван Сирко» (1988);
- «Полковник Иван Сиромаха» (1990);
- «Казак Савва Самодрыга» (1991);
- «Запорожец» (1992).

Произведения хранятся в музейных коллекциях, в частности в Криворожском историко-краеведческом музее.
На творчество оказали влияние Александр Васякин, Борис Куновский, М. Северенчук, А. Степаненко, Юрий Сыч. О творчестве был снят фильм на украинском телевидении.

## Награды
- Народный художник СССР (1988)[1];
- Орден Отечественной войны 2-й степени[2].